# Championnat de Tchécoslovaquie de football 1961-1962
Navigation
Saison précédente Saison suivante
La saison 1961-1962 du Championnat de Tchécoslovaquie de football est la 31e édition du championnat de première division en Tchécoslovaquie. Les quatorze meilleurs clubs du pays se retrouvent au sein d'une poule unique, la First League, où les formations s'affrontent deux fois, à domicile et à l'extérieur. À l'issue du championnat, les trois derniers du classement sont relégués et remplacés par les trois meilleurs clubs de II. Liga, la deuxième division tchécoslovaque.
C'est le club du Dukla Prague, tenant du titre, qui termine en tête du classement du championnat, avec trois points d'avance sur le Slovan Nitra et cinq sur le CH Bratislava. C'est le 5e titre de champion de l'histoire du club, qui manque le doublé en s'inclinant en finale de la Coupe de Tchécoslovaquie face au SK Slovan Bratislava.

## Les 14 clubs participants
| - Dukla Prague - Spartak Praha Sokolovo - TJ Cervena Hviezda Bratislava - SK Slovan Bratislava - Dynamo Zilina - Promu de II. Liga - Tatran Presov - Spartak Plzeň - Promu de II. Liga | - Spartak ZJŠ Brno - SONP Kladno - FC Spartak Trnava - FC Banik Ostrava - Slovan Nitra - CKD Prague - Spartak Hradec Králové |

## Compétition

### Classement
Le barème utilisé pour établir le classement est le suivant :
- Victoire : 2 points
- Match nul : 1 point
- Défaite : 0 point

| Rang | Équipe                   | Pts | J  | G  | N  | P  | Bp | Bc | Diff |
| ---- | ------------------------ | --- | -- | -- | -- | -- | -- | -- | ---- |
| 1    | Dukla Prague (T)         | 35  | 26 | 15 | 5  | 6  | 81 | 30 | +51  |
| 2    | Slovan Nitra             | 32  | 26 | 13 | 6  | 7  | 49 | 44 | +5   |
| 3    | CH Bratislava            | 30  | 26 | 11 | 8  | 7  | 56 | 32 | +24  |
| 4    | CKD Prague               | 29  | 26 | 13 | 3  | 10 | 54 | 47 | +7   |
| 5    | FC Baník Ostrava         | 28  | 26 | 10 | 8  | 8  | 49 | 35 | +14  |
| 6    | Spartak Hradec Králové   | 28  | 26 | 9  | 10 | 7  | 44 | 43 | +1   |
| 7    | ŠK Slovan Bratislava (C) | 27  | 26 | 13 | 1  | 12 | 51 | 38 | +13  |
| 8    | Tatran Prešov            | 26  | 26 | 12 | 2  | 12 | 39 | 39 | 0    |
| 9    | Spartak Plzeň (P)        | 26  | 26 | 10 | 6  | 10 | 45 | 52 | -7   |
| 10   | SONP Kladno              | 26  | 26 | 12 | 2  | 12 | 41 | 66 | -25  |
| 11   | Dynamo Zilina (P)        | 25  | 26 | 8  | 9  | 9  | 51 | 46 | +5   |
| 12   | Spartak Praha Sokolovo   | 25  | 26 | 9  | 7  | 10 | 44 | 44 | 0    |
| 13   | FC Spartak Trnava        | 22  | 26 | 8  | 6  | 12 | 33 | 46 | -13  |
| 14   | Spartak ZJŠ Brno         | 5   | 26 | 1  | 3  | 22 | 22 | 97 | -75  |

|  | Qualification pour la Coupe d'Europe des clubs champions 1962-1963                                |
|  | Qualification pour la Coupe des Coupes 1962-1963                                                  |
|  | Qualification pour la Coupe des villes de foires 1962-1963                                        |
|  | Participation au barrage de relégation                                                            |
|  | Relégation en II. Liga                                                                            |
|  | (T) Tenant du titre (C) Vainqueur de la Coupe du Tchécoslovaquie (P) : Promu de deuxième division |

- Pour une raison inconnue, le Spartak ZJŠ Brno échappe à la relégation en fin de saison.

### Matchs

#### Barrage de relégation
Les équipes du Spartak Praha Sokolovo et du Dynamo Zilina terminent à égalité à la 11e place. Un barrage est donc organisé à Brno pour connaître le club qui va descendre en II. Liga.
| Équipe 1      | Résultat | Équipe 2               |
| ------------- | -------- | ---------------------- |
| Dynamo Zilina | 0 - 2    | Spartak Praha Sokolovo |

## Bilan de la saison
| Championnat de Tchécoslovaquie de football 1961-1962 |                         |
| Champion                                             | Dukla Prague (5e titre) |
| Coupes et trophées                                   |                         |
| Vainqueur de la Coupe de Tchécoslovaquie 1961-1962   | SK Slovan Bratislava    |
| Qualifications continentales                         |                         |
| Coupe d'Europe des clubs champions 1962-1963         | Dukla Prague            |
| Coupe des Coupes 1962-1963                           | SK Slovan Bratislava    |
| Coupe des villes de foires 1962-1963                 | Spartak ZJS Brno        |
| Promotions et relégations                            |                         |
| Promus en I. Liga                                    | Jednota Trencin         |
| Promus en I. Liga                                    | Dynamo Prague           |
| Relégués en II. Liga                                 | Dynamo Zilina           |
| Relégués en II. Liga                                 | Spartak Trnava          |